# Tứ vô sở uý
Tứ vô sở uý (tiếng Trung: 四無所畏, tiếng Phạn: catvāri-vaiśāradyāni, tiếng Pāli: cattārivesārajjāni), chỉ bốn loại trí lực (tứ chủng trí lực, 四種智力), bốn điều tự tín, không sợ hãi của Phật và Bồ tát thể hiện lúc thuyết pháp, còn gọi là Tứ vô uý. Trong đó, bốn điều tự tín, không sợ hãi của Phật và Bồ tát khác nhau.

## Tứ vô sở uý của Phật
Tiếng Phạn là Catvāri tathāgatasya vaiśāradyāni. Phật thành tựu trí tuệ đầy đủ mười thứ sức mạnh, thuyết pháp giữa đại chúng không có gì đáng lo sợ.
1. Chư pháp hiện đẳng giác vô uý (Phạm sarva-dharmābhisaṃbodhi-vaiśāradya): Đối với tất cả các pháp, Phật đều rõ biết một cách tường tận. Do đó, đối với những chúng sinh vì không biết về các pháp mà đặt câu hỏi thì Ngài giải đáp một cách tự tại, không có gì sợ hãi. Điều vô uý này còn gọi là Nhất thiết trí vô sở uý.
2. Lậu vĩnh tận vô uý (Phạm sarvāsrava-kṣaya-jñāna-vaiśāradya): Còn gọi là Lậu tận vô sở uý. Phật đã dứt sạch hết tất cả mọi phiền não, không có sự sợ hãi từ các nạn bên ngoài.
3. Thuyết chướng pháp vô uý (antarāyika-dharmānanyathātva-niścita-vyākaraṇa-vaiśāradya): Phật nói ‘pháp nhiễm ô chắc chắn gây trở ngại sự tu tập’. Khi nói như vậy, Phật không hề lo sợ sự bắt bẻ hay gạn hỏi của bất cứ ai. Điều này còn được gọi là Thuyết chướng đạo vô sở uý.
4. Thuyết xuất đạo vô uý (saṃpad-adhigamāya nairyāṇika-pratipat-tathātva-vaiśāradya): Phật chỉ bày con đường thoát ly sinh tử, chỉ bày phương pháp tu tập để thoát ly khổ đau. Vô uý này còn được gọi là Thuyết tận khổ đạo vô sở uý, bởi Phật tuyên thuyết đạo xuất ly mà không sợ hãi điều gì.

Bốn điều Vô uý trên đây, căn cứ vào Thuận chính lý luận, quyển 75, thì hai điều Vô uý trước là biểu hiện cho đức tính tự lợi của Phật, hai điều Vô uý sau là biểu hiện cho đức tính lợi tha của Phật. Trong đức tự lợi, điều thứ nhất gọi là Trí đức (thành tựu trí tuệ), điều thứ hai gọi là Đoạn đức (dứt hết phiền não). Trong đức lợi tha, điều thứ nhất gọi là Linh tu đoạn đức (giúp chúng sinh tu tập đoạn trừ phiền não), điều thứ hai là Linh tu trí đức (giúp chúng sinh tu tập thành tựu trí tuệ).
Theo Luận câu xá, quyển 27, thì: Chính đẳng giác vô uý lấy 10 trí (thế tục, pháp, loại, khổ, tập, diệt, đạo, tha tâm, tận, vô sinh trí) làm tính, tương đương với Xứ phi xứ trí lực trong 10 lực. Lậu vĩnh tận vô uý lấy 6 trí (trong 10 trí, trừ khổ, tập, đạo, tha tâm) làm tính, tương đương với Lậu tận trí lực. Thuyết chướng pháp vô uý lấy 8 trí (trừ diệt, đạo) làm tính, tương đương với Nghiệp dị thục trí lực. Thuyết xuất đạo vô sở uý lấy 9 trí (trừ diệt trí) làm tính, tương đương với Biến thú hành trí lực.
Ngoài ra, trong kinh luận của Phật giáo Nguyên thủy thường lấy bốn sự không sợ hãi này cùng với 10 lực, 3 niệm trụ, đại bi… làm thành 18 pháp bất cộng. Tuy nhiên, đại thể thì cả tiểu thừa lẫn đại thừa đều nói như nhau về Tứ vô sở uý.

## Bốn vô sở uý của Bồ tát
Tiếng Phạn là Bodhisattvānāṃ catvāri vaiśāradyāni. Bồ tát cũng thành tựu đầy đủ trí tuệ, thuyết pháp giữa đại chúng cũng không có gì sợ hãi.
Theo luận Đaị trí độ và Đại thừa nghĩa chương, Tứ vô sở uý của Bồ tát là:
1. Năng trì vô sở uý: Bồ tát lắng nghe, ghi nhớ tất cả các pháp, không bao giờ quên mất, do đó, lúc ở giữa đại chúng thuyết pháp, không có gì sợ hãi.
2. Tri căn vô sở uý: Bồ tát biết tất cả căn cơ, trình độ thông minh hoặc ngu tối của chúng sinh, tuỳ theo đối tượng mà thuyết pháp, không hề sợ hãi.
3. Quyết nghi vô sở uý: Bồ tát giải quyết tất cả mọi nghi ngờ của chúng sinh, đúng như pháp mà trả lời, không có gì sợ hãi.
4. Đáp báo vô sở uý: Tất cả những câu hỏi của chúng sinh, Bồ tát đúng như pháp trả lời tự tại, không có gì sợ hãi.